# Uglearți, Pernik
Uglearți (în bulgară Углярци) este un sat în comuna Radomir, regiunea Pernik,  Bulgaria. 

## Demografie
Componența etnică a satului Uglearți
     Turci (8,19%)
     Bulgari (91,8%)
     Nicio identificare (0%)
     Altele (0%)
La recensământul din 2011, populația satului Uglearți era de 61 locuitori. Din punct de vedere etnic, majoritatea locuitorilor (91,8%) erau bulgari, cu o minoritate de turci (8,19%). Pentru 0% din locuitori nu este cunoscută apartenența etnică.